# 白根孝之
白根 孝之（しらね たかゆき、1905年2月24日 - 1981年11月10日）は、元軍人、マスコミ学者。
旧制山口高等学校を経て、九州帝国大学文学部哲学科卒。師範学校で教育学を教え、1937年応召、陸軍中尉として1941年『戦陣訓』を草す。戦後は日本教育テレビ（現・テレビ朝日）の創設期に調査部長、のち東京造形大学教授。

## 著書
- 『最近ドイツ教育思想史』佐々木秀一共著 中和書院 1936
- 『ナチス教育改革の全貌』中和書院 1936
- 『教育科学概説』中和書院 1937
- 『独逸語発達史』中和書院 1937
- 『世界教育の現状』モナス 1939
- 『聖戦の書 戦争のロゴスとパトス』モナス 1940
- 『各国に於ける青少年運動とその訓練』小学館 1941
- 『軍隊・戦争・国民組織』青山出版社 1942
- 『大東亜建設と国防教育』第一出版協会 大東亜教育叢書 1943
- 『戦争と平和 日本の将来と青年』青年タイムス社 1947
- 『プラトンの教育論』福村書店 1952
- 『テレビジョン その教育機能と歴史的使命』アジア出版社 1959
- 『教育と教育学』鏡浦書房 1962
- 『教育テレビジョン』国土社 1964
- 『テレビの教育性 映像時代への適合』法政大学出版局 1965
- 『言語と非言語』理想社 1968
- 『現代教育原理』家政教育社 1969
- 『人間の発達と学習』家政教育社 1971
- 『ヒューマン・コミュニケーション エレクトロニクス・メディヤの発展』以文社 1971

## 翻訳
- ヰル・ヂューラント『哲学の館 人生と運命』アルス 1930
- 『恋愛論 プラトンシムポジオン』アルス 1930
- プラトン『メノン 徳論』訳註 アテネ書院 1933
- ウヰル・デュアラント『哲学問答 歴史哲学・宗教哲学』東光書院 1933
- エドュヴァルト・ツェラー『西洋古代哲学史』中和書院 1936
- ディルタイ『教育史・教育学概論』理想社出版部 1937
- シェーリング『クラウゼヴイツツの戦争哲学』訳註 独逸小論文対訳叢書 大学書林 1940
- シェリング『戦争哲学』元元書房 1942
- デューラント『百万人の哲学』富士書店 1950
- タマス・ホプキンス等『インテグレーション カリキュラムの原理と実際』勝田守一共訳 桜井書店 1950
- ジョルダン『教育心理学』中教出版 1952
- W.L.クォール, L.A.マーチン『放送産業論』堀直行共訳 岩崎放送出版社 1969 放送論双書

## 参考
- 吹浦忠正『聞き書日本人捕虜』図書出版社、1987